# Wilhelm Gesenius
Pour les articles homonymes, voir Gesenius.
Heinrich Friedrich Wilhelm Gesenius, né à Nordhausen le 3 février 1786 et mort à Halle le 23 octobre 1842, est un philologue et orientaliste prussien.
Il a inauguré la méthode comparatiste dans l'analyse du chaldéen, de l'hébreu et de l'araméen en s'écartant des présupposés religieux qui prévalaient jusqu'alors dans l'étude des langues sémitiques. On lui doit, entre autres, une Grammaire hébraïque et une traduction commentée du Livre d'Isaïe. C'est à la suite de ses travaux que le Tétragramme fut transcrit par le mot « Yahweh » dans le monde chrétien. Son lexique hébreu-allemand a servi de base au dictionnaire Brown-Driver-Briggs. En tant qu'exégète, Gesenius a exercé une influence durable sur la théologie biblique.

## Biographie
En 1803, il commença à étudier la philosophie et la théologie à l'université d'Helmstedt, où il subit surtout l'influence de Heinrich Henke ; mais la dernière partie de son cursus universitaire se passa à l'université de Göttingen, où Johann Gottfried Eichhorn et Thomas Christian Tychsen étaient alors au sommet de leur popularité.

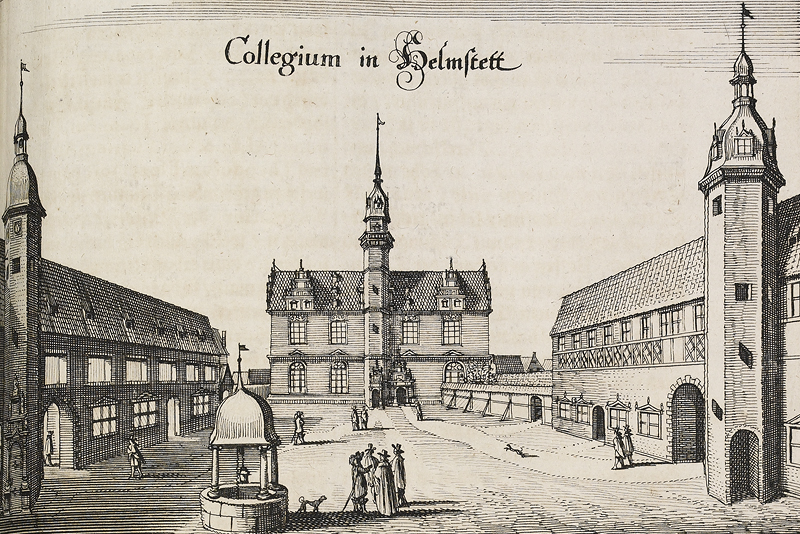
L'université de Helmstedt

En 1806, peu de temps après l'obtention de son diplôme, il devint Repetent et Privatdozent à Göttingen, et il eut August Neander comme premier élève en langue hébraïque. En 1810, il devint professeur extraordinarius en théologie à l'Université de Halle et, en 1811, ordinarius. Malgré de nombreuses propositions que d'autres auraient préférées, c'est dans cette université qu'il passa le reste de sa vie.
Il enseigna avec une grande régularité pendant plus de trente ans. Les seules interruptions se produisirent en 1813-1814, en raison de la Guerre de la Sixième Coalition, pendant laquelle l'université fut fermée, et en raison de deux longs voyages d’études, le premier en 1820 à Paris, Londres et Oxford avec son collègue Johann Karl Thilo (1794-1853) pour y examiner des manuscrits orientaux précieux, le second en 1835 en Angleterre et aux Pays-Bas dans le cadre de ses études phéniciennes. Il devint le plus connu des enseignants d'hébreu et d’Ancien Testament en Allemagne ; au cours de ses dernières années ce sont près de cinq cents étudiants qui suivaient ses cours. Parmi ses élèves on peut citer Peter von Bohlen (de), A. G. Hoffmann, Hermann Hupfeld, Emil Rödiger (de), J.F. Tuch, Wilhelm Vatke (de) et Theodor Benfey.
En 1827, après avoir décliné une invitation à succéder à Eichhorn, à Göttingen, Gesenius fit son entrée au Consistoire ; par la suite sa carrière se déroula sans incidents, mis à part de violentes attaques dont il fut l'objet en 1830, en même temps que son collègue et ami Julius August Ludwig Wegscheider (de), E. W. Hengstenberg et son parti lui reprochant son rationalisme dans l'Evangelische Kirchenzeitung.
On doit beaucoup à Gesenius pour avoir libéré la philologie sémitique des entraves que représentaient les présupposés théologiques et religieux et pour avoir inauguré la méthode strictement scientifique (et comparative) qui devait être si féconde. En tant qu'exégète il a puissamment influencé la recherche théologique. Il peut également être considéré comme « le fondateur de l'étude des inscriptions phéniciennes ».

## Œuvres

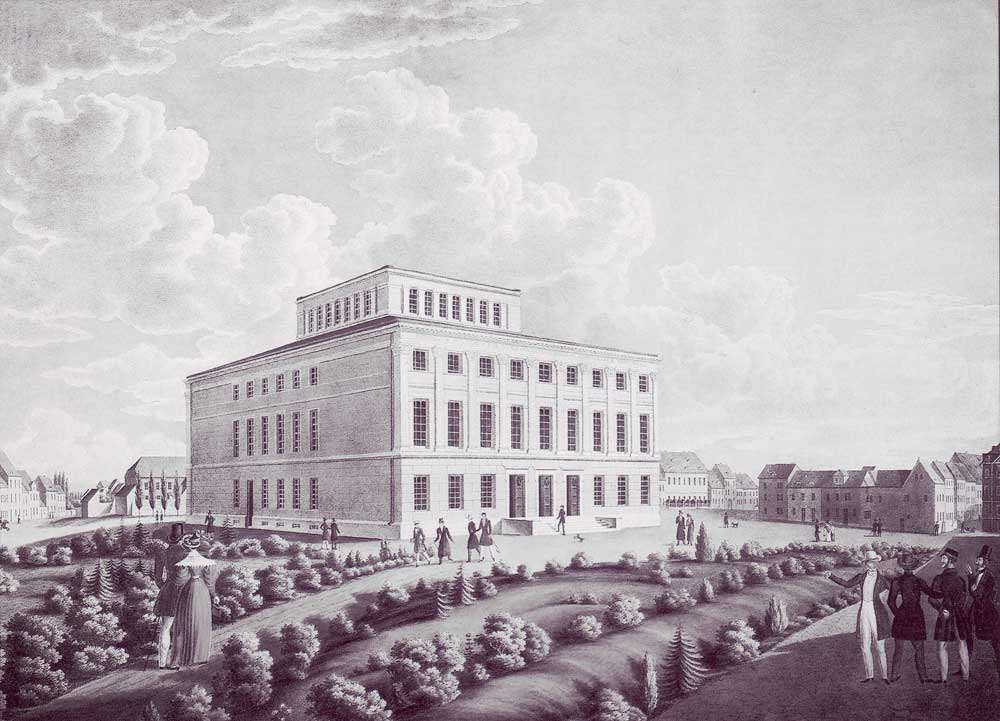
L'université de Halle en 1836

Dans l'un de ses premiers travaux, publié en 1810 et intitulé Versuch über die maltesische Sprache, il réfutait l'opinion, qui avait jusqu'alors prévalu, selon laquelle le maltais moderne avait des origines puniques. La même année parut le premier volume du Hebräisches und Chaldäisches Handwörterbuch, terminé en 1812. Des éditions révisées en furent imprimées régulièrement en Allemagne. Une traduction libre due à Jacob Cellerie parut en français en 1820.
Le premier volume de son commentaire d'Isaïe (Der Prophet Jesaia), avec traduction, parut en 1821; mais le travail ne fut pas achevé avant 1829. Dans cet ouvrage, Gesenius développe la thèse de l'antériorité du texte des Livres des Rois sur le Livre d'Isaïe, ce qui expliquerait des éléments de récit et des choix lexicaux communs. Le Thesaurus philologico-criticus linguae Hebraicae et Chaldaicae V. T., commença en 1829, il ne vécut pas assez longtemps pour le terminer ; la dernière partie du troisième volume fut révisée par Rödiger en 1858. Parmi ses autres travaux on trouve De Pentateuchi Samaritana origine, indole, et auctoritate (1815), complété en 1822 et 1824 par le traité De Samaritanorum theologia et par une édition de Carmina Samaritana; Paläographische Studien über phönizische und punische Schrift (1835), un travail de pionnier que suivirent sa collection de monuments phéniciens (Scripturae linguaeque Phoeniciae monumenta quotquot supersunt) en 1837 ; un lexique araméen (1834-1839) ; et un traité sur la langue himyarite écrit en collaboration avec Rödiger en 1841.
Gesenius a également contribué abondamment à l’Encyclopédie de Ersch et Gruber et il a enrichi de précieuses notes géographiques la traduction depuis l'allemand des Voyages en Syrie et en Terre Sainte de Johann Ludwig Burckhardt. Pendant de nombreuses années il a aussi fait paraître la Halle Allgemeine Litteraturzeitung. Une esquisse de sa vie a été publiée anonymement en 1843 (Gesenius : eine Erinnerung für seine Freunde) et un autre par H. Gesenius, Wilhelm Gesenius, am Erinnerungsblatt an den hundertjährigen Geburtstag, en 1886.